# Санта Ана (Салвадор)
Санта Ана (шп. Santa Ana) је град у Салвадору у департману Санта Ана. Према процени из 2007. у граду је живело 245.421 становника.